# Повітроплавання
Повітроплавання (аерона́втика) — керовані або некеровані польоти в атмосфері Землі на літальних апаратах легших  за повітря (на відміну від авіації, що використовує літальні апарати важчі повітря).

## Перші факти повітроплавання
Перші факти повітроплавання дискутуються. Відомо, що одним з перших був Пілатр де Розьє (фр. Jean-François Pilâtre de Rozier; 30 березня 1754, Мец, — 15 червня 1785, Вімій, Франція) — французький науковець, викладач фізики і хімії. Він був першим, разом із маркізом д'Арландом, хто злетів на повітряній кулі 21 листопада 1783 року. Під час спроби перетнути на повітряній кулі Ла-Манш загинув в аварії.
Також відомо, що Джеймс Садлер (англ. James Sadler; 27 лютого 1753 — 27 березня 1828) — англійський аеронавт, хімік і кондитер у 1784 році став першим англійцем, який здійснив політ на повітряній кулі.

## Рекорд швидкості на повітряній кулі
7 жовтня 1811 року Віндхем Садлер поставив перший рекорд швидкості на повітряній кулі, пролетівши від Бірмінгема до Хекінгхема (відстань між містами становить 180 км) із середньою швидкістю 135 км/год.

## Рекорди висоти на повітряній кулі
4 травня 1961 року Віктор Пратер і Манкольм Росс встановили рекорд висоти, піднявшись на 34 668 м.

14 жовтня 2012 року Фелікс Баумгартнер (Felix Baumgartner) досягнув висоти 39 044 м, користуючись аеростатом із закритою гондолою, газовою ємністю 849 510 м³ (30 000 000 куб. футів).
Новий рекорд встановив 24 жовтня 2014 року Алан Юстас (Alan Eustace). Ним було досягнуто висоти 41 419 м (135 890 футів). Було використано повітряну кулю газовою ємністю 991 м³ (35 000 куб. футів). Аеронавт був одягненим у спеціальний скафандр. Рекордної висоти було досягнуто приблизно за дві години. Після цього Юстас за допомогою вибухового пристрою відділив від себе свій сферичний аеростат і повернувся на Землю, скориставшись парашутом.